# Bulbophyllum costatum
Bulbophyllum costatum är en orkidéart som beskrevs av Oakes Ames. Bulbophyllum costatum ingår i släktet Bulbophyllum och familjen orkidéer. Inga underarter finns listade i Catalogue of Life.